# ایگن ایم انستال
ایگن ایم انستال (به آلمانی: Aigen im Ennstal) یک سکونتگاه مسکونی در اتریش است که در Liezen District واقع شده‌است.

## خصوصیات
ایگن ایم انستال ۸۶٫۴۰ کیلومترمربع مساحت دارد ۶۵۲ متر بالاتر از سطح دریا واقع شده‌است.